# 댄싱 (쿠라키 마이의 노래)
〈댄싱〉(일본어: ダンシング)은 쿠라키 마이의 20번째 싱글로 2005년 3월 23일에 기자 스튜디오에서 발매됐다. 규격품번은 GZCA-4036이다.

## 내용
- PV는 로스앤젤레스에서 촬영됐다. 감독은 브리트니 스피어스 등의 PV를 맡은 나이젤 딕이다.
- 팬클럽 한정으로 DVD 《Making of 댄싱: Diary of Los Angels》가 발매됐다.

## 싱글 수록곡
1. 댄싱(ダンシング) (3:47)
  - 작사: 쿠라키 마이, 작곡 · 편곡: 토쿠나가 아키히토
2. through the River (3:47)
  - 작사: 쿠라키 마이, 작곡: 오노 아이카, 편곡: Cybersound
3. You look at me~one (3:58)
  - 작사: 쿠라키 마이, 작곡 · 편곡: 오가 요시노부

## 참가 음악가
- 쿠라키 마이: 코러스
- 토쿠나가 아키히토: 기타 (#1), 베이스 (#1), 코러스 (#1)
- 오가 요시노부: 기타 (#3)
- 미셸 어프릭: 코러스 (#1)

## 타이업
- J리그 도쿠시마 보르티스 공식 테마곡 (#1)
- 이로멜로 호출 중의 소리 CM송 (#1)
- 《스포츠 우루구스》 4월 ~ 6월 테마송 (#3)

## 수록 음반
- FUSE OF LOVE (#1,3)

## 같이 보기
- 도완고
- 스포츠 우루구스